# Műugrás a 2022-es úszó-Európa-bajnokságon
A műugró-Európa-bajnokság 2022. augusztus 15. és augusztus 21. között került megrendezésre az olasz főváros, Róma legendás Foro Italico nevű stadionjának medencéjében, az úszó-Európa-bajnokság keretein belül.

## A versenyszámok időrendje
A bajnokság eseményei helyi idő szerint (UTC +01:00):
| augusztus 15., hétfő               | augusztus 16., kedd                  | augusztus 17., szerda             | augusztus 18., csütörtök       | augusztus 19., péntek               | augusztus 20., szombat            | augusztus 21., vasárnap          |
| ---------------------------------- | ------------------------------------ | --------------------------------- | ------------------------------ | ----------------------------------- | --------------------------------- | -------------------------------- |
|                                    |                                      |                                   | 10:00 Férfi 1 m (selejtező)    | 10:00 Női 3 m (selejtező)           | 10:00 Férfi 3 m (selejtező)       | 10:00 Férfi torony (selejtező)   |
| 13:00 Vegyes csapatverseny (döntő) | 12:00 Női 1 m (selejtező)            | 12:00 Női torony (selejtező)      |                                |                                     |                                   |                                  |
|                                    | 14:10 Vegyes torony szinkron (döntő) | 13:50 Vegyes 3 m szinkron (döntő) |                                |                                     |                                   |                                  |
|                                    | 15:10 Női 1 m (döntő)                | 14:57 Női torony (döntő)          | 15:30 Női 3 m szinkron (döntő) | 15:30 Férfi torony szinkron (döntő) | 15:30 Női torony szinkron (döntő) | 15:45 Férfi 3 m szinkron (döntő) |
|                                    |                                      |                                   | 16:40 Férfi 1 m (döntő)        | 16:45 Női 3 m (döntő)               | 16:37 Férfi 3 m (döntő)           | 17:25 Férfi torony (döntő)       |

## A versenyen részt vevő nemzetek
Az eseményen 23 nemzet 107 sportolója – 52 férfi és 55 nő – vett részt.
| Részt vevő nemzetek férfi / nő megbontásban | Részt vevő nemzetek férfi / nő megbontásban | Részt vevő nemzetek férfi / nő megbontásban | Részt vevő nemzetek férfi / nő megbontásban | Részt vevő nemzetek férfi / nő megbontásban | Részt vevő nemzetek férfi / nő megbontásban | Részt vevő nemzetek férfi / nő megbontásban | Részt vevő nemzetek férfi / nő megbontásban | Részt vevő nemzetek férfi / nő megbontásban | Részt vevő nemzetek férfi / nő megbontásban | Részt vevő nemzetek férfi / nő megbontásban | Részt vevő nemzetek férfi / nő megbontásban |
| ------------------------------------------- | ------------------------------------------- | ------------------------------------------- | ------------------------------------------- | ------------------------------------------- | ------------------------------------------- | ------------------------------------------- | ------------------------------------------- | ------------------------------------------- | ------------------------------------------- | ------------------------------------------- | ------------------------------------------- |
| nemzet                                      | F                                           | N                                           | nemzet                                      | F                                           | N                                           | nemzet                                      | F                                           | N                                           | nemzet                                      | F                                           | N                                           |
| Ausztria                                    | 3                                           | 0                                           | Görögország                                 | 3                                           | 0                                           | Magyarország                                | 0                                           | 2                                           | Spanyolország                               | 4                                           | 2                                           |
| Bulgária                                    | 1                                           | 0                                           | Grúzia                                      | 3                                           | 0                                           | Németország                                 | 5                                           | 7                                           | Svájc                                       | 2                                           | 3                                           |
| Dánia                                       | 0                                           | 1                                           | Hollandia                                   | 0                                           | 2                                           | Norvégia                                    | 0                                           | 4                                           | Svédország                                  | 3                                           | 3                                           |
| Egyesült Királyság                          | 7                                           | 7                                           | Írország                                    | 0                                           | 3                                           | Olaszország                                 | 6                                           | 6                                           | Törökország                                 | 1                                           | 0                                           |
| Finnország                                  | 1                                           | 1                                           | Lengyelország                               | 2                                           | 2                                           | Örményország                                | 1                                           | 1                                           | Ukrajna                                     | 7                                           | 6                                           |
| Franciaország                               | 3                                           | 2                                           | Lettország                                  | 0                                           | 1                                           | Románia                                     | 0                                           | 2                                           |                                             |                                             |                                             |

F = férfi, N = nő

## Eredmények

### Éremtáblázat
| #        | Nemzet                   | Arany | Ezüst | Bronz | Összesen |
| 1        | Egyesült Királyság (GBR) | 6     | 3     | 3     | 12       |
| 2        | Olaszország (ITA)        | 4     | 3     | 5     | 12       |
| 3        | Németország (GER)        | 2     | 0     | 3     | 5        |
| 4        | Ukrajna (UKR)            | 1     | 5     | 1     | 7        |
| 5        | Svédország (SWE)         | 0     | 1     | 1     | 2        |
| 6        | Svájc (SUI)              | 0     | 0     | 1     | 1        |
| Összesen | Összesen                 | 13    | 13    | 13    | 39       |

### Éremszerzők
| versenyszám          | arany                                                                                      | ezüst                                                                | bronz                                                                 |
| férfiak              |                                                                                            |                                                                      |                                                                       |
| 1 m                  | Jack Laugher                                                                               | Lorenzo Marsaglia                                                    | Giovanni Tocci                                                        |
| 3 m                  | Lorenzo Marsaglia                                                                          | Jordan Houlden                                                       | Giovanni Tocci                                                        |
| 3 m szinkron         | Anthony Harding / Jack Laugher                                                             | Lorenzo Marsaglia / Giovanni Tocci                                   | Olekszandr Horskovozov / Oleh Kolodij                                 |
| 10 m                 | Olekszij Szereda                                                                           | Noah Williams                                                        | Ben Cutmore                                                           |
| 10 m szinkron        | Ben Cutmore / Kyle Kothari                                                                 | Kirill Boljuh / Olekszij Szereda                                     | Timo Barthel / Jaden Eikermann                                        |
| nők                  |                                                                                            |                                                                      |                                                                       |
| 1 m                  | Elena Bertocchi                                                                            | Emma Gullstrand                                                      | Chiara Pellacani                                                      |
| 3 m                  | Chiara Pellacani                                                                           | Michelle Heimberg                                                    | Yasmin Harper                                                         |
| 3 m szinkron         | Lena Hentschel / Tina Punzel                                                               | Elena Bertocchi / Chiara Pellacani                                   | Emilia Nilsson Garip / Elna Widerström                                |
| 10 m                 | Andrea Spendolini-Sirieix                                                                  | Szofija Liszkun                                                      | Christina Wassen                                                      |
| 10 m szinkron        | Andrea Spendolini-Sirieix / Lois Toulson                                                   | Kszenija Bajlo / Szofija Liszkun                                     | Christina Wassen / Elena Wassen                                       |
| vegyes csapatverseny |                                                                                            |                                                                      |                                                                       |
| 3 m szinkron         | Tina Punzel / Lou Massenberg                                                               | Grace Reid / James Heatly                                            | Chiara Pellacani / Matteo Santoro                                     |
| 10 m szinkron        | Lois Toulson / Kyle Kothari                                                                | Szofija Liszkun / Olekszij Szereda                                   | Sarah Jodoin Di Maria / Eduard Timbretti Gugiu                        |
| csapat               | Sarah Jodoin Di Maria / Chiara Pellacani / Eduard Timbretti Gugiu / Andreas Sargent Larsen | Kszenija Bajlo / Viktorija Keszar / Kirill Boljuh / Danilo Konovalov | Andrea Spendolini-Sirieix / Grace Reid / James Heatly / Noah Williams |

## Statisztika
| Nőknél                           | Nőknél                            | Nőknél                           | Férfiaknál                       | Férfiaknál                        | Férfiaknál                       |
| A viadal legfiatalabb sportolója | A viadal legfiatalabb sportolója  | A viadal legfiatalabb sportolója | A viadal legfiatalabb sportolója | A viadal legfiatalabb sportolója  | A viadal legfiatalabb sportolója |
| Sportoló neve                    | Kor (2022. augusztus 15. szerint) | Nemzet                           | Sportoló neve                    | Kor (2022. augusztus 15. szerint) | Nemzet                           |
| -------------------------------- | --------------------------------- | -------------------------------- | -------------------------------- | --------------------------------- | -------------------------------- |
| Alisa Zakaryan                   | 2007. szeptember 6. (14 évesen)   | Örményország                     | Kirill Boljuh                    | 2007. március 12. (15 évesen)     | Ukrajna                          |
| A viadal legidősebb sportolója   |                                   |                                  |                                  |                                   |                                  |
| Sportoló neve                    | Kor (2022. augusztus 15. szerint) | Nemzet                           | Sportoló neve                    | Kor (2022. augusztus 15. szerint) | Nemzet                           |
| Hanna Piszmenszka                | 1991. március 12. (31 évesen)     | Ukrajna                          | Gary Hunt                        | 1984. június 11. (38 évesen)      | Franciaország                    |
| A legtöbb versenyszámban induló  |                                   |                                  |                                  |                                   |                                  |
| Sportoló neve                    | Versenyszám                       | Nemzet                           | Sportoló neve                    | Versenyszám                       | Nemzet                           |
| Chiara Pellacani                 | 1M / 3M / 3MS / M3MS / TE         | Olaszország                      | Timo Barthel                     | 1M / 3MS / 10M / 10MS / TE        | Németország                      |

___
1M = 1 m-es műugrás, 3M = 3 m-es műugrás, 3MS = 3m-es szinkronugrás, M3MS = vegyes 3 m-es szinkronugrás, 10M = toronyugrás, 10MS = szinkron toronyugrás, TE = vegyes csapatverseny